# Regent's University London
Regent's University London és una de les quatre universitats privades de la ciutat de Londres, al Regne Unit. És una de les dues sense ànim de lucre. Amb un clar enfocament internacional, un 15% dels seus estudiants són del Regne Unit, un 10% dels Estats Units i la resta d'altres llocs del món. Va prendre el nom del parc Regent's Park, on el 1985 va adquirir els edificis de l'antic campus de l'antic Bedford College de la Universitat de Londres.